# Fred M. Hechinger
Fred M. Hechinger (Nuremberg, 7 de julio de 1920 - Nueva York, 6 de noviembre de 1995) fue un periodista y editor alemán de origen judío radicado en Estados Unidos. Se desempeñó como editor para The New York Times de 1959 a 1990.

## Biografía
Hechinger nació en 1920 en el seno de una familia judía en Nuremberg, Alemania; hijo de Lily (Niedermaier) y Julius Hechinger. Llegó a los Estados Unidos en 1936. Obtuvo su licenciatura en el City College, donde escribió para el periódico estudiantil The Campus. Sirvió en el ejército de los Estados Unidos durante la Segunda Guerra Mundial, donde fue oficial de inteligencia militar destinado en la Oficina de Guerra en Londres. Fue dado de alta en 1946 con el rango de sargento mayor.
Después de la guerra, Hechinger fue estudiante en la Universidad de Londres y luego corresponsal en el extranjero de la Overseas News Agency. Luego se convirtió en periodista de educación, escribiendo para The Times of London, The New York Herald Tribune (donde se convirtió en editor de educación en 1950) y The Washington Post, así como Harper's Magazine. También pasó tres años en Bridgeport, Connecticut como editor asociado y editor ejecutivo del Bridgeport Sunday Herald.
Hechinger pasó la mayor parte de su carrera en The New York Times, se incorporó en 1959 y se retiró en 1990. Fue un escritor de educación que también se desempeñó en ocasiones en el consejo editorial del periódico, como presidente de The New York Times Company Foundation y presidente de Times Neediest Cases Fund (desde 1977 hasta su jubilación). Después de retirarse del Times, Hechinger se convirtió en asesor senior de la Carnegie Corporation of New York. También fue miembro del Comité Asesor Nacional del Instituto de Profesores de Yale-New Haven.
Se casó con Grace Bernstein; tuvieron dos hijos, Paul D. Hechinger y John E. Hechinger. Su nieto es el actor Fred Hechinger. Falleció el 7 de noviembre de 1995, a la edad de 75 años, de un paro cardíaco, en su casa del Upper East Side de Manhattan, Nueva York.

## Legado
El Gran Premio Fred M. Hechinger por Reportajes Educativos Distinguidos fue establecido por la Asociación de Escritores Educativos.
El Informe Hechinger (Proyecto del Instituto Hechinger sobre Educación y Medios ) en Teachers College, Universidad de Columbia, recibió su nombre después de que se desempeñó como administrador de Teachers College desde 1992.
El Premio de Periodismo Educativo Fred M. Hechinger es otorgado por la escuela de periodismo de la Universidad de Columbia.
Sus documentos están resguardados en la Institución Hoover .

## Premios
- Premio George Polk, (1989).
- Premio al Defensor de Idiomas Extranjeros, Conferencia del Noreste sobre la Enseñanza de Idiomas Extranjeros, (1980).[13]
- Premio George Polk de reportajes educativos, (1950).
- Premio George Polk de reportaje suburbano, (1949).
- Premio James L. Fisher por servicio distinguido a la educación, (1952).[14]